# Nesoptilotis
A Nesoptilotis a madarak osztályának verébalakúak (Passeriformes) rendjébe és a mézevőfélék (Meliphagidae) családjába tartozó nem.
Besorolásuk vitatott, eredetileg a Lichenostomus nembe tartoztak, az új nem, még nem terjedt el igazán.

## Rendszerezés
A nembe az alábbi 2 faj tartozik:
- fehérfülű mézevő (Nesoptilotis leucotis vagy Lichenostomus leucotis)
- sárgástorkú mézevő (Nesoptilotis flavicollis vagy Lichenostomus flavicollis)